# Stevington
Stevington ist ein kleiner Ort und eine Gemeinde in Bedfordshire, England. Es liegt etwa vier bis fünf Kilometer nordwestlich von Bedford im Tal des Flusses Great Ouse.

## Geschichte und Sehenswürdigkeiten
Im 11. Jahrhundert wurde der steinerne Turm der Kirche St Mary the Virgin gebaut. Er ersetzte einen hölzernen Wachturm, der im 9. Jahrhundert an dieser Stelle errichtet worden war. Das Kirchenschiff stammt aus dem 14. Jahrhundert. In der Kirche fanden zeitweise keine Gottesdienste mehr statt (Stand: Februar 2021); das Gotteshaus wird aber auch für private Andachten etc. geöffnet. Mehrere Gemeindemitglieder sind mit Schlüsseln ausgestattet. Bei der Kirche befindet sich ein Friedhof, dessen Belegung bis 2021 dokumentiert wurde.
Nördlich der Kirche liegt eine sogenannte heilige Quelle. Sie soll bislang noch niemals eingefroren oder versiegt sein. Im Mittelalter soll das Wasser unter anderem als heilsam bei Augenleiden angesehen worden sein. Möglicherweise geht die Verehrung der Quelle schon bis auf die Eisenzeit zurück. Der Bereich um die Quelle dient als Schutzgebiet für die dort wachsende Gewöhnliche Pestwurz. In früheren Zeiten wurden die Blätter dieser Pflanze oft benutzt, um Butter einzuwickeln.
In der Church Road befindet sich in etwa 200 Metern Entfernung von der Kirche der Church Room, in dem der Stevington Community shop untergebracht ist. Die Halle kann auch für Veranstaltungen genutzt werden. In der Stevington Village Hall finden Kinoaufführungen statt, außerdem werden dort Theater- und Opernaufführungen per Livestream gezeigt.
Ein Steinkreuz, das wahrscheinlich aus dem 13. Jahrhundert stammt, erhielt 1888 einen neuen Sockel und neue Stufen.
Südlich von Stevington befindet sich an der Adresse 2 Windmill Lane eine historische Windmühle aus dem 18. Jahrhundert; es handelt sich dabei um die letzte komplett erhaltene Windmühle in Bedfordshire. Sie wurde bis 1939 kommerziell genutzt, hauptsächlich zur Produktion von Viehfutter. 1951 wurde sie vom Bedfordshire County Council angekauft und restauriert. Anlass war das Festival of Britain. Die vier Flügel wurden 2004 erneuert. Die Mühle kann während der laufenden Restaurierungsarbeiten (Stand: April 2023) nur von außen besichtigt werden.